# کوکا (کونگوسی)
کوکا شهری در شهرستان کونگوسی در استان بام در بورکینافاسوی شمالی است و جمعیت آن ۸۰۰ نفر است.